# ماتا غوري
ماتا غوري (1624–1705) هي زوجة الغورو تاج بهادور (الغورو التاسع للديانة السيخية)، وهي أم الغورو جوفند سنج (الغورو العاشر للسيخية).

## حياتها
كانت ابنه بهاي لال تشاندسوبهيكي وكاور بيشان، زعيم بلدة كارتاربور. تزوجت تاج بهادور في كارتاربور في 4 فبراير من عام 1633 وانضمت إلى أسرة زوجها في أمريتسار، وفي عام 1635 انتقلت الأسرة إلى كيراتبور وذلك عند وفاة تاج بهادور في 1644، وقد أنجبت من زوجها جوفند الذي أبح الغورو العاشر للديانة السيخية.